# Peter Bonde (fotbollsspelare)
Peter Bonde, född 14 februari 1958, är en dansk före detta fotbollsspelare som är assisterande tränare i det danska fotbollslandslaget.